# 呼吸作用

典型的植物细胞结构

呼吸作用（英語：cellular respiration），是生物体细胞把有机物氧化分解並转化能量的化學过程，该过程也稱為釋放作用。无论是否为自养，细胞内完成生命活动所需要的能量都是来自呼吸作用。在真核细胞中，线粒体是與呼吸作用密切相关的细胞器，呼吸作用的幾個關鍵性步驟都在其中進行。
呼吸作用是一種酶促氧化反应。雖名為氧化反應，不論有否氧气参与，都可称作呼吸作用（這是因為在化學上，有電子轉移的反應過程，皆可稱為氧化）。有氧气参与時的呼吸作用，稱之為有氧呼吸；没氧气参与的反應，則称为无氧呼吸。
呼吸作用的目的，是透過釋放食物裡之能量，以製造三磷酸腺苷，即細胞最主要的直接能量供應者。呼吸作用與氢氧的燃燒之間最大分別是：呼吸作用透過一連串的反應步驟產生能量（一部分储存于ATP中），而燃燒則是將能量一次性的釋放。在呼吸作用中，三大营养物质：碳水化合物、蛋白质和脂質的基本组成单位──葡萄糖、胺基酸和脂肪酸，被分解成更小的分子，并透過數個步驟，将能量转移到烟酰胺腺嘌呤二核苷酸（即NADH）中。最後經過一系列的電子傳遞鏈，NADH与氧气共同作用生成水，而原本貯存在其中的能量，則转移到ATP分子上，以供生命活动使用。

## 应用
包扎伤口时，需要使用透气的消毒纱布或OK繃等敷料。以避免厌氧菌的繁殖，如破伤风芽孢杆菌。
这种病菌只能进行无氧呼吸，皮肤破损较深或被锈钉扎伤病菌就容易大量繁殖。
利用麦芽糖，葡萄糖，粮食和酵母菌以及发酵罐等，在控制通气的情况下可以生产各种酒；利用淀粉醋酸杆菌或谷氨酸棒状杆菌以及发酵罐控制通气的情况下，可以生产食醋或味精。
花盆里的土壤板结后空气不足会影响根系生长，需要及时松土透气，有利于植物更好吸收氧气。
稻田定期排水，避免水稻幼根因缺氧而变黑腐烂。
提倡慢跑等有氧运动的原因之一是不致因剧烈运动而导致氧的不足，二是肌细胞无氧呼吸产生大量乳酸。乳酸的大量积累会使肌肉酸胀乏力。

## 研究歷史

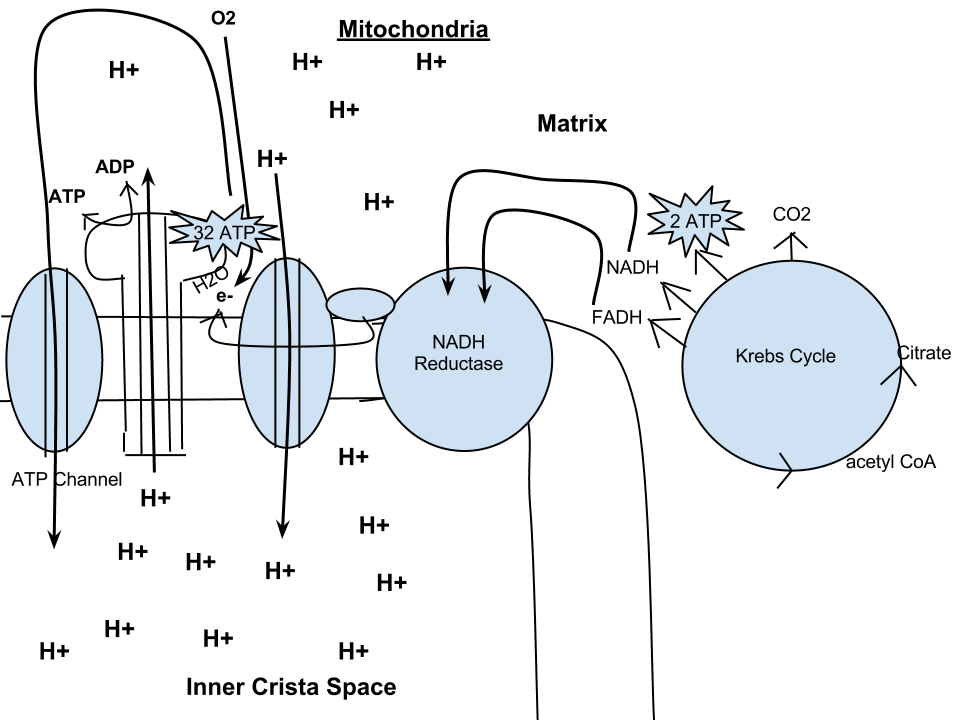
細胞呼吸作用。

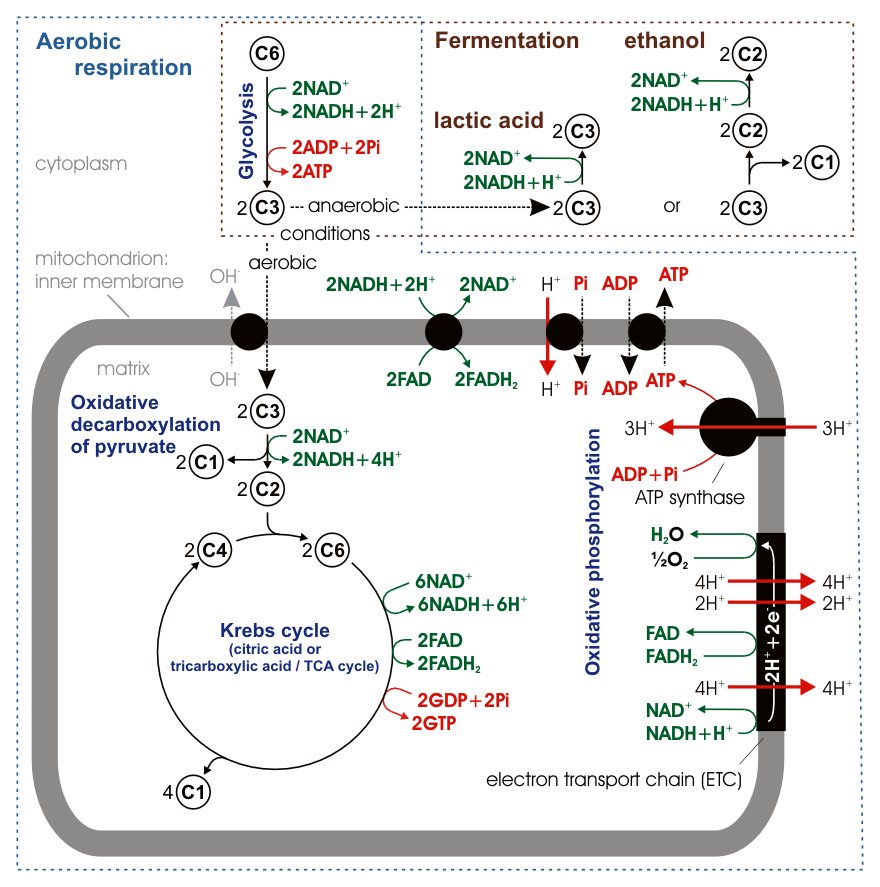
在圈子裡的數字表明分子的碳原子數，C6是葡萄糖 C_{6}H_{12}O_{6}，C1是二氧化碳CO_{2}。

## 有氧呼吸

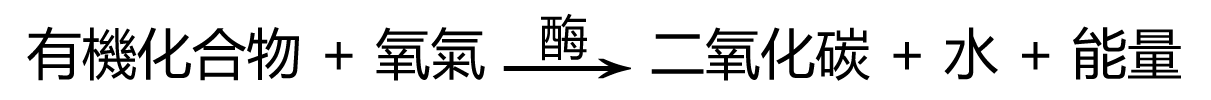
有氧呼吸的過程可以簡單歸納如上，但實際上的過程更為複雜。

对于绝大多数生物来说，有氧呼吸是细胞呼吸的主要形式。其主要场所是线粒体。有氧呼吸产生能量（ATP）是需要氧气的。尽管糖类、脂肪和蛋白质都可以作为反应物而被处理和消耗，然而在糖酵解作用下降解成的丙酮酸却是首选；并且丙酮酸为了被三羧酸循环完全氧化，它还需要进入线粒体。这个过程中由底物水平磷酸化、还原型烟酰胺腺嘌呤二核苷酸（NADH）和还原型黄素腺嘌呤二核苷酸（FADH2）所产生的能量是在以ATP（三磷酸腺苷）的形式储存起来。
醣类参与的有氧呼吸简化反应如下（反應條件從略）：
C6H12O6 (s) + 6 O2 (g) → 6 CO2 (g) + 6 H2O (l) + 能量 , ΔG = -2880千焦耳(每摩爾葡萄糖)
部分資料會在左邊加上6個H2O（水），右邊生成的H2O相應為12，以表示每消耗1個葡萄糖分子就有6個水分子參與中間反應，但實際上有氧呼吸的過程複雜得多，中間參與反應的也不只有水，故此處將6H2O約去。
自由能变（ΔG）是负值说明此反应可自发进行。
简介
有氧呼吸的全过程十分复杂，可以概括为三个阶段，每一个阶段都化学反应，都有多种相应的酶催化。
第一阶段
一分子的葡萄糖分解成二分子的丙酮酸，产生少量的NADH，并释放出少量能量。这一阶段不需要氧的参与是在细胞质基质中进行的。
第二阶段
丙酮酸可将水彻底分解成二氧化碳和NADH,并释放少量能量。这一阶段不需要氧的参与，是在线粒体基质中进行的。
第三阶段
上述两阶段产生的NADH经过一系列化学反应,与氧结合形成水，同时放出大量能量。这一阶段需要氧的参与是在线粒体内膜上进行的。
H+浓度梯度，电子传递链与ATP合成
NADH与FADH2中的还原势通过电子传递链将电子送达作为“最终电子受体”的氧气并被转换为更多的ATP。大多数由有氧呼吸产生出来的ATP是由氧化磷酸化所制造。
这个工作是由消耗丙酮酸所产生的能量以推动将质子泵入线粒体膜间隙所产的H+濃度梯度所完成的。接下来这个化学渗透势驱使ATP合酶将腺苷二磷酸以及无机磷酸合成三磷酸腺苷。
生物书上常称在细胞呼吸中每氧化一分子葡萄糖可以生成38个ATP分子（2个来自于糖酵解，2个来自于三羧酸循环以及大约34个来自于电子传递系统）。
然而，这个最大产量由于质子损失（内膜渗漏）以及推动丙酮酸进入线粒体基质的因素而永远无法达到，现在估计每一分子葡萄糖主要只能生成29～30个ATP分子。不過對人类而言一分子葡萄糖生成30或32或36或38个ATP都是可能的。
有氧代谢能量轉換效率約為40%，大约比无氧代谢（每摩尔葡萄糖大约生成2摩尔ATP）的效率要高19倍。他们都有糖酵解这一起始途但有氧代谢继续进行了三羧酸循环以及氧化磷酸化步骤。糖酵解后反应发生在真核细胞的线粒体以及原核细胞的胞浆中。
葡萄糖是生物体内基本的能量来源，葡萄糖的有氧分解是呼吸作用的典型，因此下面用葡萄糖作为例子讲解。

## 无氧發酵
請注意：本段文字所描述的是在氧氣不足情況下所進行的發酵作用，無氧呼吸為最終電子接受者不為氧氣的呼吸作用，請小心分別。
除酵母菌以外，很多细菌和真菌能进行无氧發酵。此外马铃薯块茎，苹果果实等植物器官的细胞以及动物骨骼肌的肌细胞等，除了能够进行有氧呼吸，在缺氧条件下也能进行无氧發酵。一般无氧發酵最常利用的物质也是葡萄糖。
无氧發酵的全过程可以概括的分为两个阶段，这两个阶段需要不同酶的催化，但都在细胞质基质中进行。
第一阶段
与有氧呼吸第一阶段完全相同。
第二阶段
丙酮酸在不同酶的催化下分解成酒精，二氧化碳或转化成乳酸。无论是哪种有机产物，无氧發酵都只在第一阶段生成少量的能量和少量ATP。葡萄糖分子中的大部分能量则存留有机产物中。
无氧發酵的化学反应是可以概括为以下两种。反应物一般是葡萄糖。
C6H12O6-（酶）→2C3H6O3（乳酸）（少量能量）
C6H12O6-（酶）→2EtOH+2CO2   （少量能量）
酵母菌，醋酸菌等微生物的无氧发酵中，产生酒精的叫做酒精发酵，产生乳酸的叫做乳酸发酵。
无氧發酵产生的乳酸或酒精对细胞有毒害作用。因此发酵过程中醋酸和酒精的产量不高。例如，用酵母菌发酵，使葡萄汁变葡萄酒，当酒精含量达到12%~16%，发酵就停止了。

### 糖解作用
在糖解作用中，一分子葡萄糖经过一系列反应，最终生成了两分子的丙酮酸（CH3COCOOH），以及两分子ATP。此反應在細胞質中進行，並不需氧氣參與。糖解作用又可粗略分為兩階段，第一階段是葡萄糖轉變成3-磷酸甘油醛，過程中消耗了2分子ATP，此為投資階段。第二階段是甘油醛三磷酸轉變成丙酮酸，過程中產生了4分子ATP和兩分子NADH，是為放能階段，最後反應淨得2分子ATP和2分子NADH。
{\displaystyle \mathrm {Glucose+2\ NAD^{+}+2\ ADP+2\ P_{i}\longrightarrow } } {\displaystyle \mathrm {2\ Pyruvate+2\ NADH+2\mathbb {H} ^{+}+2\ ATP+2\ H_{2}O} }

### 丙酮酸脱羧过程
在这一过程中，一分子的丙酮酸（CH3COCOOH）脱去一个羧基，生成一分子的二氧化碳和一分子的乙酰辅酶A。
{\displaystyle \mathrm {2\ Pyruvate+2\ NAD^{+}+2\ CoA\longrightarrow } } {\displaystyle \mathrm {2\ Acetyl{\text{-}}CoA+2\ CO_{2}+2\ NADH+2\ H^{+}} }

### 三羧酸循环过程
二碳的乙酰辅酶A与四碳的草酰乙酸结合，生成了六碳的柠檬酸。柠檬酸经过一系列脱羧和脱氢的酶促反应，最终仍变成四碳的草酰乙酸。草酰乙酸不被消耗，仅仅用于生成中间产物而已。
{\displaystyle \mathrm {2\ Acetyl{\text{-}}CoA+6\ NAD^{+}+2\ FAD+2\ GDP+2\ P_{i}+4\ H_{2}O\longrightarrow } } {\displaystyle \mathrm {4\ CO_{2}+6\ NADH+6\ H^{+}+2\ FADH_{2}+2\ GTP+2\ CoA} }

### 有氧途径的電子傳遞鏈
经过上述的分解过程，产生的能量只是很少的一部分，还有大量能量随着分解过程被转移到几种辅酶所携带的质子也就是还原性氢上。这些携带还原性氢的辅酶在细胞线粒体内膜上经过一系列被称做电子传递链的酶，将氢经过不同的细胞色素最终传递给氧原子生成水分子。

#### 電子傳遞鏈的实质
電子傳遞鏈是细胞线粒体内膜上一系列通道蛋白和酶的总称，在某些原核细胞中，细胞以细胞质膜内褶完成类似的活动。
電子傳遞鏈的实质是将高能电子经过一系列受体传递，电位逐渐降低，最后与质子和氧原子结合生成水。化学渗透假说较好的解释了ATP合成：电子通过线粒体内膜被传递的同时，导致了膜内外的电势差，引起质子的穿膜移动推动ATP合成酶合成ATP，这一过程通过内膜上的通道蛋白和一个ADP磷酸化的过程耦联，当电子被传递，可以导致生成ATP，这一过程被称为氧化磷酸化。
{\displaystyle \mathrm {10\ NADH+10\ H^{+}+2\ FADH_{2}+26\ ADP+26\ P_{i}+6\ O_{2}\longrightarrow } } {\displaystyle \mathrm {10\ NAD^{+}+2\ FAD+12\ H_{2}O+26\ ATP} }

### 总结算
| 步骤                 | 辅酶 收获 | ATP 收获 | ATP来源 |
| -------------------- | --------- | -------- | --- |
| 糖酵解 （細胞質）    |           | -1       | 用去一个ATP以磷酸化葡萄糖（glucose） |
| 糖酵解 （細胞質）    |           | -1       | 用去一个ATP以磷酸化果糖-6-磷酸（F-6-P） |
| 糖酵解 （細胞質）    | +2NADH    |          | 两分子甘油醛-3-磷酸（G-3-P）被氧化脱氢 |
| 糖酵解 （細胞質）    |           | +2       | 两分子的甘油酸-1,3-二磷酸（1,3-BP）去磷酸化 |
| 糖酵解 （細胞質）    |           | +2       | 两分子磷酸烯醇式丙酮酸（PEP）去磷酸化 |
| 丙酮酸脱羧（线粒体） | +2NADH    |          | 丙酮酸氧化脱羧 |
| 三羧酸循环（线粒体） | +2NADH    |          | 异柠檬酸脱氢 |
| 三羧酸循环（线粒体） | +2NADH    |          | α-酮戊二酸氧化脱羧 |
| 三羧酸循环（线粒体） |           | +2       | 琥珀酰辅酶A分解为琥珀酸生成GTP（GTP=ATP） |
| 三羧酸循环（线粒体） | +2FADH2   |          | 琥珀酸氧化脱氢 |
| 三羧酸循环（线粒体） | +2NADH    |          | 苹果酸氧化脱氢 |
| 氧化磷酸化（线粒体） | -2NADH    | +5       | 糖酵解中产生的两分子NADH经苹果酸-天冬氨酸穿梭到线粒体电子传递链中生成6分子ATP                                                                           |
| 氧化磷酸化（线粒体） | -2NADH    | +5       | 线粒体中丙酮酸脱氢生成的两分子NADH到线粒体电子传递链中生成6分子ATP                                                                                      |
| 氧化磷酸化（线粒体） | -2FADH2   | +3       | 琥珀酸被氧化生成的两分子FADH2到线粒体电子传递链中生成4分子ATP                                                                                           |
| 氧化磷酸化（线粒体） | -6NADH    | +15      | 异柠檬酸、α-酮戊二酸和苹果酸氧化脱氢生成的到线粒体电子传递链中生成18分子ATP                                                                             |
| 总收获               | 总收获    | 32       | 注意：这是实际情况（每个NADH生成2.5ATP、每个FADH2生成1.5ATP）下生成的ATP数，如果糖酵解生成的两个NADH走甘油磷酸穿梭进入线粒体的话，则还要少生成两个ATP。 |

### 无氧途径
某些细菌（例如：放線菌）電子傳遞鏈最終的電子接受者並非氧氣，而是硝酸根或硫酸根之类的氧化態物質，以氧化磷酸化合成ATP。

### 酒精发酵
細胞行無氧呼吸的其中一條路徑，丙酮酸（CH3COCOOH）在脱羧过程后不生成乙酰辅酶A，而是生成乙醛，乙醛接受还原性氢被还原为酒精。在該過程中，糖酵解將一分子的葡萄糖分解成兩分子的丙酮酸，丙酮酸在酶的作用下釋放出二氧化碳後轉變成乙醛，乙醛再被NADH還原成乙醇（酒精）。
這裡的NAD+之再生可供應糖酵解作用所需。
過程：
1. C6H12O6（葡萄糖） + 2 NAD+ → 2 CH3COCOOH（丙酮酸） + 2 NADH + 2 ATP + 2 H+
2. 2CH3COCOOH（丙酮酸） → 2 CO2 + 2 CH3CHO（乙醛）
3. 2CH3CHO（乙醛） + 2 NADH + 2 H+ → 2 C2H5OH（乙醇） + 2 NAD+

### 乳酸发酵
一些生物的呼吸过程，典型的是我们熟知的乳酸菌，是細胞行無氧呼吸的另一條路徑。在乳酸发酵中，丙酮酸直接生成乳酸，这是一个被還原的过程，同時間使NADH被氧化為NAD+，這樣糖解作用才有材料進行。人体内也存在这一过程，剧烈运动时肌肉供氧不足，便会通过这一过程還原作用所需材料，再透過糖解得到持續的能量，生成的乳酸可以在人体里短時間累积，等到又有氧气了，乳酸会被再次转化为丙酮酸盐，然后通过有氧的方式释放出全部的能量。
過程：
1. C6H12O6（葡萄糖） + 2 NAD+ → 2 CH3COCOOH（丙酮酸） + 2 NADH + 2 ATP + 2 H+
2. 2 CH3COCOOH（丙酮酸） + 2 NADH +  2 H+ → 2 CH3CHOHCOOH（乳酸） + 2 NAD+

過程中，糖酵解將一分子的葡萄糖分解成兩分子的丙酮酸，丙酮酸直接被NADH還原形成乳酸鹽（lactate）暫存，而沒有二氧化碳釋出。

## 其他营养物质的氧化

### 脂類的氧化
脂類物質水解生成脂肪酸和甘油。其中，甘油經磷酸基的活化和酶促反應轉化為磷酸二羥丙酮，後脫水變為丙酮酸，丙酮酸參加上述的呼吸過程。脂肪酸長鏈分子則是反覆被脫去一端的兩個碳原子生成乙醘輔酶A，參加克氏循環。

### 氨基酸的氧化
各種氨基酸可以分別經過脫氨基或脫羧基作用被氧化，脫氨基生成的氨對細胞有毒害作用，必須被排出體外或轉化為其他無害物質。含碳部分的轉化根據氨基酸的不同而各異，但最終都是通過某些途徑成為檸檬酸循環中的物質參與循環。
可見，各種營養物質的氧化路線到最後都是相同的。生物體內的諸多能量代謝具有相當高的一致性。

## 演化變遷過程
鲫鱼：
约800万年前，鲫鱼祖先体内发生了一次全基因组复制事件，所有的基因都多了一个副本。两个PDHC基因中的一个继续执行原有的功能，另一个则进化出了无氧代谢产生乙醇的功能。变异的PDHC基因在环境中缺乏氧气时启动，表达出特定的丙酮酸脱羧酶（PDC），乙醇脱氢酶8a3（ADH8a3）也选择性地仅在大量产生乙醇的组织中表达。
综上，由于全基因组的复制，鲫鱼的祖先获得了一组额外的E1α和E1β亚单位，进化成了一种独立于丙酮酸脱氢酶的丙酮酸脱羧酶，促进缺氧时乙醛的形成，然后乙醛可以有效地转化为乙醇。

## 個別生物的特殊適應機制
1.鲑居尾孢虫，不需要氧气的动物
以色列特拉维夫大学动物学家Dayana Yahalomi的研究小组首次证实，一种经常出现在鲑鱼肌肉组织中的寄生虫——鲑居尾孢虫，具有完全不依赖于氧气、细胞内没有线粒体甚至完全没有线粒体DNA的奇特性质。该寄生虫是目前地球上已知的所有厌氧生物中结构最为复杂，最为高等的一种，它是首个被发现的“厌氧动物”。该成果于2020年2月24日在美国国家科学院院刊（PNAS）上发表。

## 外部連結
- Respiration and Fermentation (英文)